# Torpille légère avancée Shyena
La torpille légère avancée (TAL) Shyena (en sanskrit : श्येन, « Faucon ») est la première torpille anti-sous-marine légère avancée conçue en Inde. Elle a été développée par le Naval Science and Technological Laboratory (NSTL) de la Defence Research and Development Organisation (DRDO) pour la marine indienne. La torpille légère peut être lancée par des navires, des sous-marins, des hélicoptères et auparavant par l’Iliouchine Il-38, aujourd’hui à la retraite. Elle est nommée d’après le faucon divin identifié à Agni,,.

## Introduction
La Shyena est une torpille basée sur un processeur qui intègre de l’électronique à semi-conducteurs, la technologie numérique. Elle a été équipée d’un ensemble de capteurs actifs/passifs intégrés pour le guidage. Elle est conçue pour pouvoir être lancée à partir d’un hélicoptère ou d’un lanceur à trois tubes sur des navires de surface. Sa principale caractéristique de conception est la maniabilité et la possibilité de passer d’un milieu chaud à un milieu froid pour assurer une chasse et une mise à mort,. La période de développement de la torpille a été assez longue, remontant aux années 1990, et elle a été introduite dans la marine indienne le 3 mars 2012, lorsque le ministre de la Défense A.K. Antony a remis le premier lot TAL à la marine à Hyderabad.

## Conception et développement
Le développement de ce missile a été lancé par le Naval Science and Technological Laboratory (NSTL) dans les années 1990, dans le cadre du programme Advanced Experimental Torpedo (AET),. Il s’agit d’une torpille de technologie avancée et elle est fortement inspirée de la torpille Whitehead A244/S. Le NSTL avait été confronté à la tâche difficile de développer une torpille capable de conserver son efficacité, en particulier la manœuvrabilité et l’intégrité structurelle, lors de son passage du milieu aérien à l’eau après avoir été lancée depuis les airs. Les ordinateurs accomplissent leurs tâches respectives, qui sont le lancement réussi de la torpille, le guidage vers la cible et son contrôle et enfin l’enregistrement des données pour analyse.
La Shyena est propulsé électriquement et peut viser des sous-marins jusqu’à une vitesse de 33 nœuds avec une endurance de six minutes dans les eaux peu profondes ou profondes. Elle peut opérer à des profondeurs de quelques centaines de mètres et dispose d’un auto-guidage, c’est-à-dire qu’elle peut viser des cibles par autoguidage passif/actif et exploser à l’impact. Une fois lancée, elle peut effectuer des procédures de recherche préprogrammées sur les cibles disponibles. La torpille pèse environ 220 kg.

## Déploiement
En 1998, la Shyena était prête pour les essais, et elle a été testée 24 fois par la NSTL de 1998 à 2000. Au cours des essais, l’accent a été mis sur la surveillance de divers facteurs à l’aide de quatre ordinateurs installés à bord de la Shyena. Des tests d’évaluation par les utilisateurs avec des modèles de la TAL ont eu lieu entre 2003 et 2005, à la suite desquels la Marine a été convaincue des capacités du système et du fait que 95 % des composants étaient indigènes, à l’exception de quelques circuits intégrés et capteurs. Elle a commandé 25 unités, et est susceptible d’en commander d’autres. La TAL est actuellement fabriquée par Bharat Dynamics Limited dans son usine de Visakhapatnam,.
Le 8 mars 2021, la marine indienne a réussi son essai en vol inaugural avec un système de parachute depuis un avion de patrouille maritime Iliouchine Il-38.

## Exportations
En mars 2017, l’Inde a signé un accord de 37,9 millions de dollars pour fournir des Shyena à la marine birmane,. Le premier lot de ces torpilles a été livré en juillet 2019.
En 2019, BDL a signé un troisième et un quatrième contrat d’exportation pour la torpille Shyena vers un pays ami dont l’identité n’a pas été divulguée. La valeur du contrat est de 455,27 crores ₹ (équivalent à 566 crores ₹ ou 71 millions de dollars américains en 2023) et de 1,43 crore ₹ (équivalent à 1,6 crore ₹ ou 200 000 dollars US en 2023) respectivement. L’exécution de la commande est prévue pour 2020-2021.
BDL a signé un total de 5 commandes à l’exportation de torpilles Shyena vers un ou plusieurs pays amis dont l’identité n’a pas été divulguée. Quatre commandes ont été livrées avec succès tandis que la cinquième est en cours d’exécution en 2021-2022.

## Opérateurs

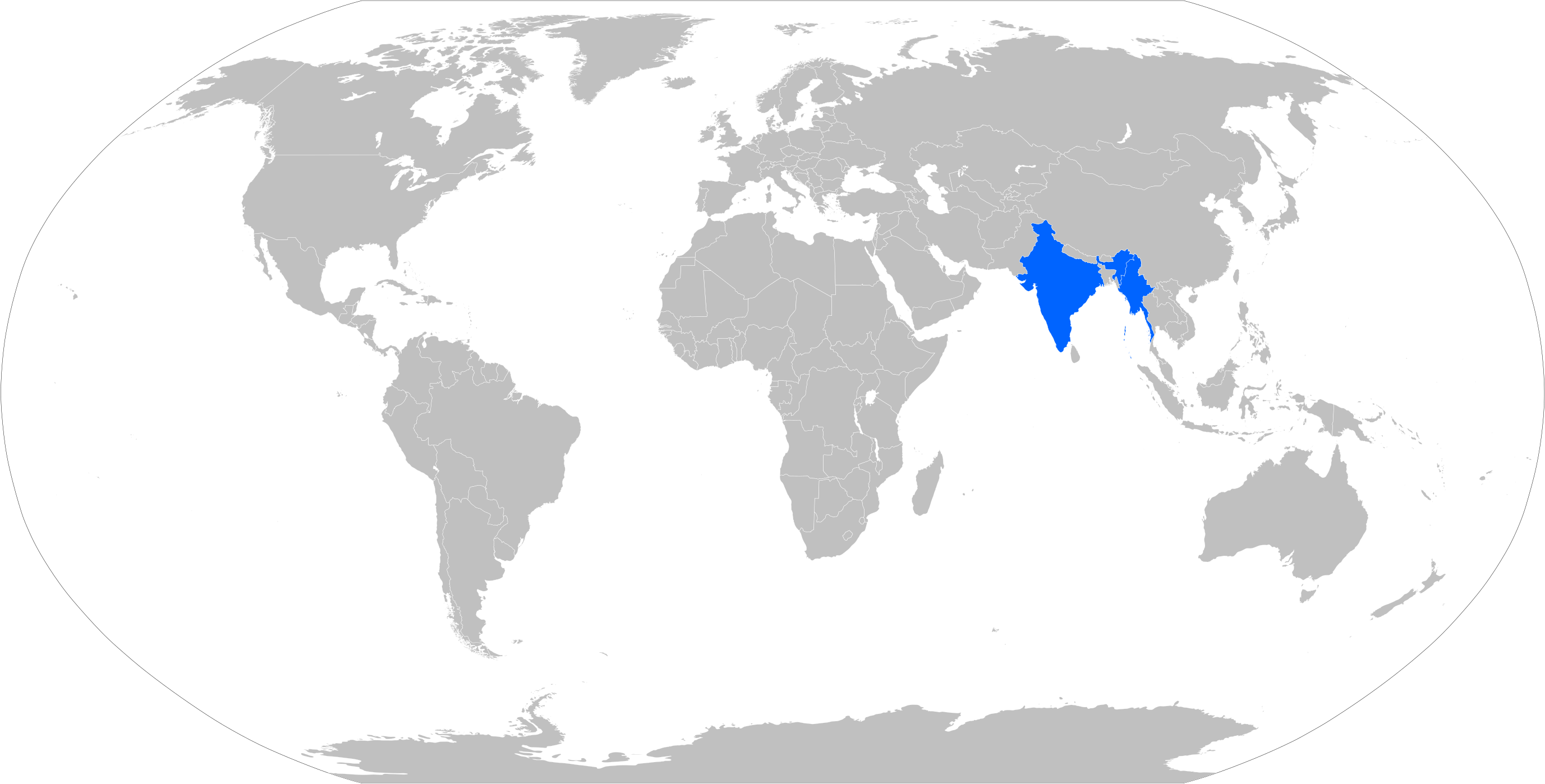
Les pays opérateurs de la Shyena figurent en bleu sur la carte

Inde
- Marine indienne[13]

 Birmanie
- Marine birmane[1],[10]

## Couverture médiatique
Dans son livre Naval Institute Guide to Combat Fleets of the World : Their Ships, Aircraft, and Systems, Eric Wertheim a décrit la Shyena comme une torpille prometteuse développée par le DRDO.
Pursuit and Promotion of Science, un rapport publié par l’Académie indienne des sciences, mentionne la Shyena comme une torpille expérimentale avancée.